# Ганна Бока
Ганна Бока (нар. 11 вересня 1987, смт Нововоронцовка, Україна) — українська журналістка, телеведуча та волонтерка.

## Життєпис
Ганна Бока народилася 11 вересня 1987 року в смт Нововоронцовка Нововоронцовського району Херсонської області України.
З 3 класу мріяла стати журналістом.
Закінчила журналістський та юридичний факультет Київського національного університету.
Працювала:
- в новинах на радіо,
- в розважальному проекті «ТСН. Особливе»,
- кореспондент «ТСН» та «ТСН. Тиждень».

У 2006—2007 роках була ведучою щорічного молодіжного фестивалю-конкурсу української пісні «Таврійські передзвони» проходить у смт. Нововоронцовка Херсонської області.
Під час Революції гідності працювала на Майдані, зробила десятки сюжетів та прямих включень з епіцентру подій. Першою потрапила в будинок колишнього прокурора Віктора Пшонки після його втечі з країни та показала мільйонам глядачів розкоші екс-чиновника у прямому ефірі «ТСН. Тиждень».
У зоні ООС робила репортажі з Дебальцевого. Працювала у Волновасі в день розстрілу бойовиками маршрутки з мирними мешканцями. Закріплена за південною межею фронту: від Волновахи до Чорного моря (Слов'янськ, Артемівськ, Краматорськ, Маріуполь).
Ганна Бока волонтерка благодійного фонду «Діти ЮА».